# Rhaphidorrhynchium olfersii
Rhaphidorrhynchium olfersii är en bladmossart som beskrevs av Brotherus 1925. Rhaphidorrhynchium olfersii ingår i släktet Rhaphidorrhynchium och familjen Sematophyllaceae. Inga underarter finns listade i Catalogue of Life.